# Casimiro Gennari
Casimiro Gennari (ur. 29 grudnia 1839 w Maratei, zm. 31 stycznia 1914 w Rzymie) – włoski duchowny katolicki, wysoki urzędnik Kurii Rzymskiej, kardynał.

## Życiorys
Początkowo studiował w seminarium jezuitów, przeniósł się jednak do seminarium w Salerno. Tam też otrzymał święcenia kapłańskie 21 marca 1863. Pracował duszpastersko w diecezji Conversano, gdzie założył czasopismo-miesięcznik Il Monitore Ecclesiastico, który z czasem stał się bardzo popularny wśród duchowieństwa w całych Włoszech. Był honorowym kanonikiem katedry w Conversano.
13 maja 1881 został mianowany biskupem tejże diecezji. Sakry, dwa dni później w Rzymie, udzielił mu kardynał Edward Henry Howard. W 1895 został asesorem w Świętym Oficjum. Od marca 1896 kanonik w bazylice watykańskiej. Rok później został tytularnym arcybiskupem Lepanto. Na konsystorzu z kwietnia 1901 kreowany kardynałem prezbiterem. Brał udział w konklawe 1903. 20 października 1908 mianowany prefektem Świętej Kongregacji Soboru Trydenckiego. W latach 1909–1911 kamerling Świętego Kolegium Kardynałów. Pochowany został w katedrze w rodzinnej diecezji Policastro.
Nie dbał o sławę i nie dążył do awansów, kariera była mu obojętna. Został asesorem, będąc do tego niejako przymuszonym przez kardynała Rampollę. Znany był też ze swego miłosierdzia względem ubogich, a także roztropności (szczególnie podczas walki z modernizmem).